# قوشتشي (سراب)
قوشتشي هي قرية في مقاطعة سراب، إيران. يقدر عدد سكانها بـ 661 نسمة بحسب إحصاء 2016.